# أبسردة (زاز الشرقي)
أبسردة (بالفارسية: آبسرده) هي قرية تقع في إيران في قسم زاز الشرقي الریفي. يقدر عدد سكانها بـ 66 نسمة بحسب إحصاء 2016.